# Saint-Lambert-et-Mont-de-Jeux

Saint-Lambert-et-Mont-de-Jeux este o comună în departamentul Ardennes din nordul Franței. În 1 ianuarie 2022 avea o populație de 130 de locuitori.